# Cetkovice
Cetkovice település Csehországban, a Blanskói járásban. Cetkovice Borotín, Světlá, Šebetov, Velké Opatovice, Uhřice, Vanovice és Horní Štěpánov településekkel határos. Lakosainak száma 803 fő (2024. január 1.).

## Népesség
A település lakosságának változását az alábbi diagram mutatja:
| Lakosok száma | 835  | 778  | 777  | 640  | 684  | 718  | 741  | 761  | 756  | 803  |
|               | 1869 | 1890 | 1921 | 1950 | 1980 | 2001 | 2017 | 2019 | 2022 | 2024 |